# Közvetlen akció
A közvetlen akció a társadalmi-politikai aktivizmus egyik formája, politikai, egyúttal szociológiai jelenség. A közvetlen akció célja, hogy felhívja a figyelmet valamely, a közösséget érintő problémára, vagy annak egy lehetséges megoldására. Közvetlen akciót végrehajtani annyit jelent, hogy az ember saját maga tesz valamit a környezetében felmerülő problémák elhárítására, ahelyett, hogy politikusokra vagy bürokratákra várna hogy ők „segítsenek”.
A közvetlen akció az erkölcsöt a jog fölé helyezi.
A közvetlen akció nem követi hivatalos szabályok és eljárások rendjét, melynek ellentmondásai vagy hiányai ellehetetleníthetik vagy aránytalanul megnehezíthetik néhány érdek érvényesítését. Fontos, hogy a kezdeményező maga számára logikailag és erkölcsileg igazolható legyen a cselekedete. A közvetlen akció egyszerre jelenti annak kinyilvánítását hogy készek vagyunk küzdeni, hogy életünk irányítását a saját kezünkbe ragadva saját magunk intézzük a dolgainkat a minket körülvevő világban, másrészt a felelősségvállalást az akciókért és a célokért.
Egy erőszakmentes közvetlen akció résztvevői bebizonyíthatják, hogy több ezer ember formális vagy egyidejű összejövetele nélkül is el lehet érni jelentős célokat (figyelemfelkeltő akciók lehetnek nagyon sikeresek akár pár ember részvételével is!), hogy egy politikai akció lehet egyszerre hatásos és végtelenül szórakoztató is (Villámcsődület (flashmob), továbbá segít az embereknek hogy újra bízzanak egymásban, és tudatára ébredjenek egyéni és közösségi erejüknek.
Az erőszakmentes közvetlen akció során végrehajthatók a hagyományos politikai akcióknak megfelelő cselekedetek, mint például tüntetések szervezése, kiáltványok közreadása és petíciók gyűjtése, azonban ezek a korlátozott hatókörű lépések csak egy kezdeti fázisát jelenthetik egy érdekérvényesítő  küzdelemnek, mely különben nem fog másnak tűnni, mint egy hatástalan, unalmas, kiszámítható, minden eredményt nélkülöző játéknak.

## Történet

### „Egy sajátos módszer”
A közvetlen akció csírái a francia forradalmi-szindikalistáknál és anarcho-szindikalistáknál jelentek meg a 20. század elején, mint elméleti és gyakorlati továbbfejlesztése a 19. század végi anarchista tett propagandájának. Emile Pouget a CGT 1914 előtti vezetője a következőképpen határozta meg: 
„A közvetlen akció a munkások erejének és akaratának kinyilvánítása, mely a körülményektől és a környezettől függően megjelenhet nyugodt események formajaban, vagy lehet nagyon agresszív is. Számunkra nem más, mint létkérdés. A közvetlen akciónak nincsenek pontos formai szabályai.” (A közvetlen akció, 1910)
A közvetlen akció, legyen az egyéni vagy közösségi, a munkások függetlenségi harcán alapszik a tőkések szervezett hatalma ellen, vagy ahogy Pierre Besnard 1930-ban megfogalmazta: 
„A forradalmi szindikalizmusnak megvan a maga sajátos módszere: a közvetlen akció.”
Azonnal pontosít is: 
„Úgy gondolom, hogy elkerülhetetlen a lehető legpontosabb meghatározást megadnunk ezzel kapcsolatban. Annál is inkább elkerülhetetlen, mivel a közvetlen akció félreértéséből származó hibák súlyosak és veszélyesek lehetnek.”

#### A közvetlen akció és a fasizmus
A fasizmus, saját céljai érdekében, szintén alapvető fontosságúnak tartja a – központilag ösztönzött, gyakran súlyos politikai erőszakba torkolló – közvetlen akciót.

### Háttérbe kerülés és megújulás
Az 1917-es orosz forradalom utáni szükségszerű háttérbe kerülése után a közvetlen akciót apránként újra felfedezték a munkássághoz közel álló marxisták és az Olaszországban, majd Franciaországban és Németországban megjelenő autonóm mozgalom kapcsán újra előtérbe került a '70-es években.
A közvetlen akciót a „forradalmi munkásság” hősies és etikus önkifejezéseként meghatározó Jacques Rennes komoly szerepet játszott ebben a megújulásban. Úgy tekintette, hogy „a közvetlen akció nem pusztán test a test elleni küzdelem, hanem alkotómunka (…) mely a sztrájk szervezésétől közkönyvtárak alapításáig terjed (…) ezer más hasznos cél megvalósításán át.” Jaques Rennes másfelől is megközelítette a közvetlen akció fogalmát. A militarizmus elleni harc, a szabotázs – mint az erőszak helyettesítője –, a bojkottálás mind-mind forradalmi részét képezik a fejlődő munkás-összefogásnak. Hűen az Amiens-i karta szelleméhez, a szindikalizmusnak szánta a társadalmi átalakulás fő mozgatórugójának szerepét. A közvetlen akciót említi meg, mint a szindikalizmus kezdetét, kifejlődését és bevégeztetését.
A kifejezést az 1970-es évek végén az Action directe csoport vette fel névként.

## A közvetlen akció formái
- Erőszakmentes közvetlen akció, vagyis polgári engedetlenség: köz- és magánterületek elfoglalása (lásd: Foglaltház) a hatóságok vagy a tulajdonos engedélye nélkül.

- Közvetlen akció rongálással: génmódosított növények aratása, reklámtáblák felülragasztása, a köztéri megfigyelőeszközök és a rendőrségi elnyomás eszközeinek rongálása stb.

- Közvetlen akció a rendőrséggel szemben: az elfogott társak megvédésére, kiszabadítására az agresszorok karmai közül.

- Forradalmi közvetlen akció: a képviselet nélküli elnyomottak saját maguk által létrehozott forradalmi szerveire mint a közvetlen akció tudatos és tömeges formájára tekinthetünk, mely segítségével a tömegek saját akaratukat érvényesíthetik az általuk választott módon, például munkástanácsok formájában. Ilyen típusú közvetlen forradalmi akció volt Oroszországban 1905-ben és 1917-ben a cári rezsim és a háború, valamint 1956-ban Magyarországon a sztálinista bürokrácia ellen.

- Terrorizmus: a közvetlen akció ezen szélsőséges formáját a XX. század elején egyaránt alkalmaztak anarchista és nacionalista csoportok. A moralitás törvényfelettiségét véve a muzulmán fundamentalisták merényletei – számukra jogosan – közvetlen akciónak felelnek meg.

## Példák közvetlen akciókra

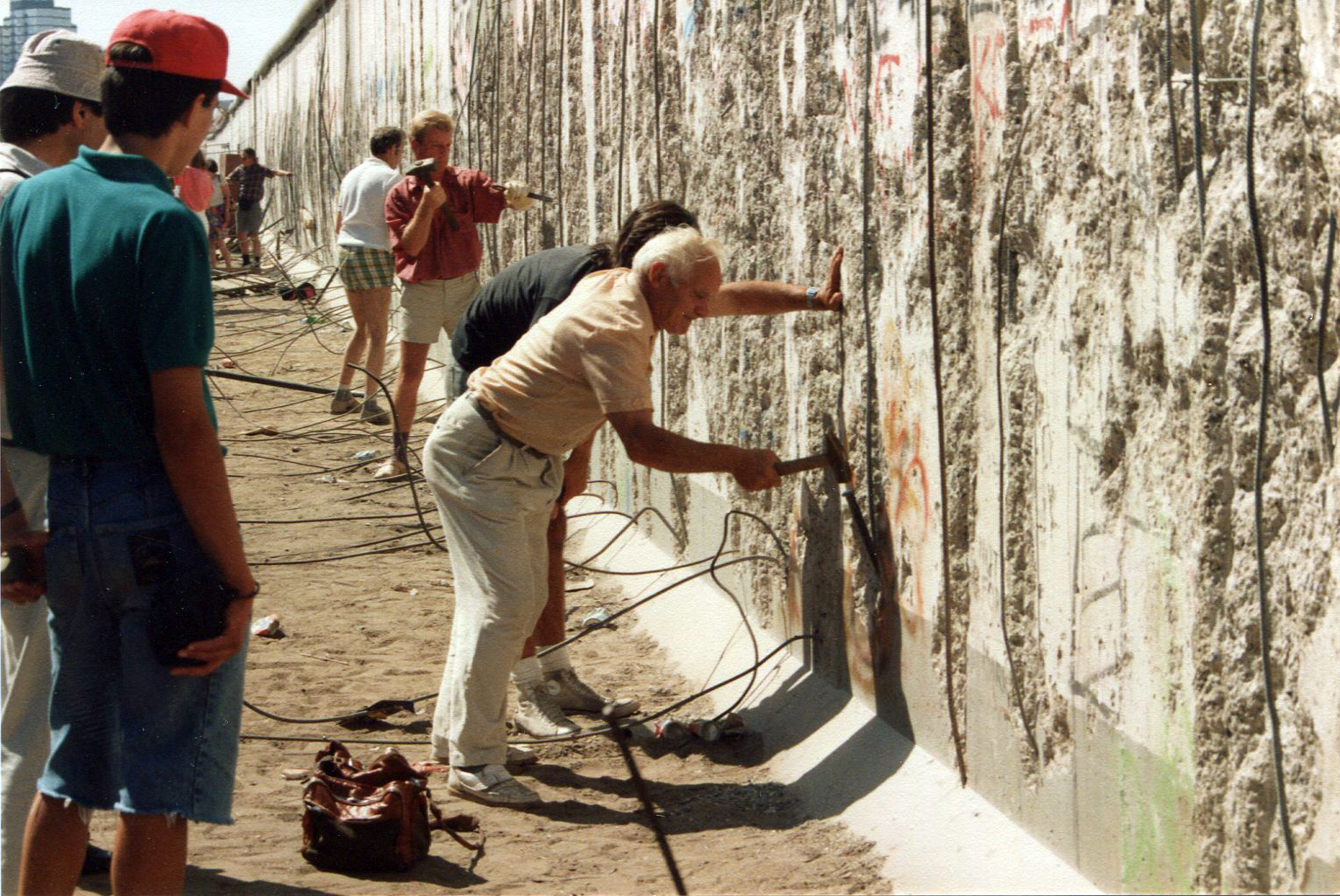
A Berlini fal lebontása 1990 októberében ellenzők által kézi erővel kezdődött.

Az anti-GMO közvetlen akció: 1999-ben francia gazdák (köztük José Bové) szétszedtek egy építés alatt állő McDonaldsot tiltakozásképpen az európai termékekre kivetett amerikai szankciók (melyet a WTO elfogadott), az amerikai hormonkezelt marhák európai importja és az élelmiszerek ipari jellegű termelése ellen.
RAGYa: Négy zebrán kétszáz Ragya (Radikális gyalogosok) tiltakozott az Andrássy úton az autóáradat ellen 2006. május 17-én a zebrák elfoglalásával.